# Архипов, Алексей Александрович
Алексе́й Алекса́ндрович Архи́пов (14 ноября 1920, Чихайдарово, Краснококшайский кантон, Марийская автономная область, РСФСР — 8 августа 2008, Йошкар-Ола, Марий Эл, Россия) — советский военный лётчик. В годы Великой Отечественной войны — штурман 634-го ночного бомбардировочного авиационного полка 4-й воздушной армии 2-го Белорусского фронта, младший лейтенант. Участник Парада Победы в Москве (24 июня 1945). Трижды кавалер ордена Отечественной войны.

## Биография
Родился 14 ноября 1920 года в деревне Чихайдарово Медведевского района Марийской АССР в многодетной крестьянской семье (ныне — в составе г. Йошкар-Ола). 
В 1939 году окончил Цибикнурскую среднюю школу Медведевского района Марийской АССР.
В 1940 году окончил Мелитопольское авиационное училище штурманов. Участник Великой Отечественной войны: штурман 634-го ночного бомбардировочного авиаполка 4-й воздушной армии 2-го Белорусского фронта, старший сержант. Совершил 497 боевых вылетов. Так, в ночь с 9 на 10 октября 1944 года благодаря его действиям был уничтожён населенный пункт Доброляк со штабом стрелковой дивизии врага. Через 3 месяца в населённом пункте Шишки им уничтожена живая сила и боевая техника фашистов. «Авиационные расчёты производит быстро и точно, бомбит эффективно. Мужество, мастерство, отвага, умение найти выход из любого тяжелого положения — характерные черты товарища Архипова» — так характеризовало его командование. Войну завершил штурманом авиационного звена в звании младшего лейтенанта. 24 июня 1945 года был участником Парада Победы в Москве.
После демобилизации работал сотрудником КГБ Марийской АССР, затем был работником Марийского машиностроительного завода. В течение трёх лет был членом Совета ветеранов Управления ФСБ по Республике Марий Эл. 
Скончался 8 августа 2008 года в г. Йошкар-Оле.

## Военные награды
- Орден Красного Знамени (22.05.1945)[1][6]
- Орден Отечественной войны I степени (22.05.1945)[1][6]
- Орден Отечественной войны II степени (06.07.1944, 1985)[1][6]
- Орден Красной Звезды (08.10.1943)[1][6]
- Медаль «За боевые заслуги» (23.05.1952)[6]
- Медаль «За победу над Германией в Великой Отечественной войне 1941—1945 гг.» (09.05.1945)[6]
- Медаль «За доблестный труд. В ознаменование 100-летия со дня рождения Владимира Ильича Ленина» (1970)[1]